# NHL 1959/60
Die NHL-Saison 1959/60 war die 43. Spielzeit in der National Hockey League. Sechs Teams spielten jeweils 70 Spiele. Den Stanley Cup gewannen die Montréal Canadiens nach einem 4:0-Erfolg in der Finalserie gegen die Toronto Maple Leafs zum fünften Mal in Folge. Von 1951 bis 1960 stand Montreal ohne Unterbrechung im Finale. Einen Tag nach Halloween traf New Yorks Andy Bathgate Montreals Goalie Jacques Plante mit einem Schuss ins Gesicht. Plante kehrte mit einer Fiberglasmaske zurück und hielt 29 von 30 Torschüssen. Hierdurch wurde das Torwartspiel revolutioniert, da es bisher nicht üblich war, mit Maske zu spielen.

## Reguläre Saison

### Abschlusstabelle
Abkürzungen: W = Siege, L = Niederlagen, T = Unentschieden, GF= Erzielte Tore, GA = Gegentore, Pts = Punkte
|                     | W  | L  | T  | GF  | GA  | Pts |
| ------------------- | -- | -- | -- | --- | --- | --- |
| Montréal Canadiens  | 40 | 18 | 12 | 255 | 178 | 92  |
| Toronto Maple Leafs | 35 | 26 | 9  | 199 | 195 | 79  |
| Chicago Blackhawks  | 28 | 29 | 13 | 191 | 180 | 69  |
| Detroit Red Wings   | 26 | 29 | 15 | 186 | 197 | 67  |
| Boston Bruins       | 28 | 34 | 8  | 220 | 241 | 64  |
| New York Rangers    | 17 | 38 | 15 | 187 | 247 | 49  |

### Beste Scorer
Abkürzungen: GP = Spiele, G = Tore, A = Assists, Pts = Punkte
| Spieler          | Team       | GP | G  | A  | Pts |
| ---------------- | ---------- | -- | -- | -- | --- |
| Bobby Hull       | Chicago    | 70 | 39 | 42 | 81  |
| Bronco Horvath   | Boston     | 68 | 39 | 41 | 80  |
| Jean Béliveau    | Montreal   | 60 | 34 | 40 | 74  |
| Andy Bathgate    | NY Rangers | 70 | 26 | 48 | 74  |
| Henri Richard    | Montreal   | 70 | 30 | 43 | 73  |
| Gordie Howe      | Detroit    | 70 | 28 | 45 | 73  |
| Bernie Geoffrion | Montreal   | 59 | 30 | 41 | 71  |
| Don McKenney     | Boston     | 70 | 20 | 49 | 69  |
| Vic Stasiuk      | Boston     | 69 | 29 | 39 | 68  |
| Dean Prentice    | NY Rangers | 70 | 32 | 34 | 66  |

## Stanley-Cup-Playoffs
|  | Halbfinale | Halbfinale            | Halbfinale |  |  | Stanley-Cup-Finale | Stanley-Cup-Finale    | Stanley-Cup-Finale |
|  |            |                       |            |  |  |                    |                       |                    |
|  |            |                       |            |  |  |                    |                       |                    |
|  | 1          | Canadiens de Montréal | 4          |  |  |                    |                       |                    |
|  | 3          | Chicago Black Hawks   | 0          |  |  |                    |                       |                    |
|  |            |                       |            |  |  | 1                  | Canadiens de Montréal | 4                  |
|  |            |                       |            |  |  | 2                  | Toronto Maple Leafs   | 0                  |
|  | 2          | Toronto Maple Leafs   | 4          |  |  |                    |                       |                    |
|  | 4          | Detroit Red Wings     | 2          |  |  |                    |                       |                    |
|  |            |                       |            |  |  |                    |                       |                    |

## NHL-Auszeichnungen
| Art Ross Trophy:              | Bobby Hull, Chicago Blackhawks     |
| Calder Memorial Trophy:       | Bill Hay, Chicago Blackhawks       |
| Hart Memorial Trophy:         | Gordie Howe, Detroit Red Wings     |
| Lady Byng Memorial Trophy:    | Don McKenney, Boston Bruins        |
| Vezina Trophy:                | Jacques Plante, Montréal Canadiens |
| James Norris Memorial Trophy: | Doug Harvey, Montréal Canadiens    |